# 親切好き
親切好き（原題：BUSYBODY BEAR　公開：1952年12月20日）はアメリカ合衆国の映画会社、メトロ・ゴールドウィン・メイヤー(MGM)のアニメーター、ディック・ランディーによる作品のひとつ。

## スタッフ
監督　ディック・ランディー

制作総括　フレッド・クインビー

アニメーション制作　グラント・シモンズ　ロバート・ベントレー　マイケル・ラー　ウォルター・クリントン

脚本　ジャック・コズグリフ　リッチ・ホーガン

音楽　スコット・ブラッドリー

## 内容
新聞で「困っているときはお互いさま。力を貸してあげましょう」という国民スローガンを見たクマのバーニーは近くの川でダムを建設しているビーバーを見かけた。小さなダムを造る工事で他者の助けは必要としないものだが、そんな事情はお構いなしで勝手にダム工事を手伝い始めるバーニー。しかも、ビーバーの意向は無視され、遊び半分で作業するので、ビーバーにとっては邪魔で仕方がない。バーニーは何度も面白おかしくやっつけられるのだが、それでも懲りずに手伝いをやめようとしない。ようやく小さなダムが完成したが、バーニーはさらに大きなダムを建設しようとする。ビーバーは「やめてよ、僕は小さいダムで十分なんだから」と訴えるが、「何も遠慮することはないだろう。ダムなんてのはでっかい方がいいんだよ」と話し、反対するビーバーを柱に縛り付けてダム工事を続行する。ようやく解放されたビーバーが見たのは谷が埋まるほどの巨大なダム。工事を終えたバーニーは帰宅するが、あまりに大きなダムを造ってしまったのでバーニーの家まで水没してしまい、そこがビーバーの新居となってしまった。

## 登場人物
- クマのバーニー
親切心からビーバーのダム工事を手伝うが、かえってビーバーを困らせてしまう。伐採中であることを知りながら何度も倒れる木の下敷きとなったり、建設したダムの水かさが増して自宅を水没させたりするお馬鹿なキャラクター。公共工事を行う政府の無能・無策ぶりを皮肉ったキャラクターと思われる。

- ビーバー
声 - 小宮山清（TBS版）
名前は「BUCK BEAVER」。生活に必要なダムを建設していたが、クマのバーニーに介入されてしまい困惑する。政府の意向に振り回される地域の住民又は地方の行政を象徴したものと思われる。

## 日本でのTV放映
TBS版の『トムとジェリー』の短編に挟まれてテックス・アヴェリーなどの作品とともに放映されていた。

## 関連事項
- ディック・ランディー
- クマのバーニー
- トムとジェリー
- ビーバー
- ダム
- 公共工事
- メトロ・ゴールドウィン・メイヤー